# Walckenaeria insperata
Walckenaeria insperata là một loài nhện trong họ Linyphiidae.
Loài này thuộc chi Walckenaeria. Walckenaeria insperata được Alfred Frank Millidge miêu tả năm 1979.